# Sito palafitticolo Tombola
Il sito palafitticolo Tombola è un sito archeologico dell'età del bronzo parte del sito UNESCO che riunisce una serie di siti palafitticoli che circondano le Alpi, situato all'interno dell'oasi Valle Brusà, nel comune di Cerea.

## Storia
La palafitta di Tombola è stata scoperta nel 1955, quando venne fatto uno scavo preliminare da parte del direttore del Museo civico di storia naturale di Verona, Francesco Zorzi, che ipotizzò potesse trattarsi di un abitato dell'età del bronzo, ma è stata indagata in modo più approfondito nel 1999 dalla Soprintendenza per i Beni Archeologici del Veneto, sotto la direzione di Luciano Salzani, che ha scavato una porzione di circa 90 mq. I materiali rinvenuti durante lo scavo furono depositati presso il Museo civico di storia naturale di Verona e il Centro ambientale archeologico di Legnago.
Nel 2011 il sito è divenuto Patrimonio dell'umanità dell'UNESCO, all'interno del progetto seriale "Siti palafitticoli preistorici attorno alle Alpi", che include 111 siti villaggi palafitticoli ritenuti i più interessanti tra i siti noti presenti in altri sei Paesi oltre all'Italia: Svizzera, Austria, Francia, Germania e Slovenia.

## Descrizione
Il sito archeologico si colloca all'interno di un'area naturalistica paludosa denominata "oasi Valle Brusà", nel comune di Cerea, ove la falda acquifera si trova pochi centimetri sotto il piano di campagna. Durante lo scavo archeologico sono stati ritrovati 164 pali in legno infissi verticalmente nel terreno, mentre lo studio della complessa stratigrafia testimonia una lunga frequentazione del sito, orientato lungo l'asse nord-est/sud-ovest. Oltre ai pali verticali furono rinvenuti anche alcune travi orizzontali, che fanno ipotizzare la presenza di una piattaforma lignea e sembrano confermare che il sito fosse un abitato preistorico su palafitta all'interno di un ambiente di tipo palustre, posto all'interno di un paleovalle del fiume Menago, cioè di un'incisione della pianura larga centinaia di metri e profonda una decina, con un forte spessore di torbe.
Durante le indagini sono stati individuati circa 620 kg di materiale ceramico oltre ad alcuni manufatti in bronzo, terracotta osso e corno, tra cui un pugnale e due spilloni.